# Tasowski
Tasowski (russisch Та́зовский) ist eine Siedlung im Autonomen Kreis der Jamal-Nenzen (Russland) mit 6793 Einwohnern (Stand 14. Oktober 2010).

## Geographie
Die Siedlung liegt im Nordteil des Westsibirischen Tieflands etwa 540 km Luftlinie östlich der Republikhauptstadt Salechard und 180 km nordnordöstlich der Großstadt Nowy Urengoi. Sie befindet sich am linken Ufer des äußersten linken Hauptarms des Flusses Tas, der dort ein über 15 km breites Delta bildet, etwa 10 km oberhalb seiner Mündung in den Tasbusen.
Tasowski ist Verwaltungszentrum des gleichnamigen Rajons Tasowski.

## Geschichte
Der Ort wurde 1883 als Faktorei für den Handel mit der nomadisch lebenden nenzischen Bevölkerung gegründet. Der nenzische Name Chalmer-Sede, später russisch offiziell auch Chalmer-Sed, den der Ort zunächst trug, steht für Hügel der Toten, da sich in der Nähe zuvor ein nenzischer Friedhof befand. 1949 erhielt er den Namen Tasowskoje, die russische Adjektivform des Flussnamens Tas.
Ab den 1960er-Jahren wurde der Ort zur Basis für die Erschließung des nordöstlichen Teils der Region für die Erdöl- und Erdgaswirtschaft ausgebaut. 1964 wurde der Status einer Siedlung städtischen Typs unter der heutigen Namensform verliehen, seit 2012 ist Tasowski ländliche Siedlung.

### Bevölkerungsentwicklung
| Jahr | Einwohner |
| ---- | --------- |
| 1939 | 1211      |
| 1959 | 1897      |
| 1970 | 3128      |
| 1979 | 4832      |
| 1989 | 6985      |
| 2002 | 5965      |
| 2010 | 6793      |

Anmerkung: Volkszählungsdaten

## Kultur und Sehenswürdigkeiten
In Tasowski existiert seit 1993 (seit 2005 in einem neuen Gebäude) das Rajon-Heimatmuseum, das überwiegend der Kultur der Nenzen gewidmet ist und Gebrauchsgegenstände sowie Kunsthandwerk zeigt. An anderes Thema ist der Beginn der russischen Erschließung dieses Teils Sibiriens im 17. Jahrhundert mit der 200 km tasaufwärts gelegenen Stadt Mangaseja.
In Tasowski gibt es eine lokale Fernsehstation; es erscheint die Rajonzeitung Sowetskoje Sapoljarje (‚Sowjetisches Transpolargebiet‘).

## Wirtschaft und Infrastruktur
Tasowski ist logistisches Zentrum für die Erschließung und Ausbeutung der Erdöl-, Erdgas- und Gaskondensatlagerstätten des nordöstlichen Teils des Autonomen Kreises, auf der Tas-Halbinsel und der Gydan-Halbinsel, insbesondere durch Gazprom und Lukoil. Daneben werden Fischfang und im umgebenden Gebiet Rentierzucht betrieben, vorwiegend durch die nenzische Bevölkerung.
Nordwestlich des Ortes liegt ein Flughafen für den Regionalverkehr (ICAO-Code USDT). Ein ganzjährig befahrbarer Anschluss an das russische Straßennetz besteht nicht, Straßen gibt es zu den Erdgaslagerstätten in der Umgebung. In der Frostperiode ist Tasowski von Urengoi erreichbar, in dessen Nähe sich mit Korottschajewo auch die nächstgelegene Bahnstation befindet.